# Cacalomacan
Cacalomacan är en ort i Mexiko.   Den ligger i kommunen Toluca och delstaten Mexiko, i den sydöstra delen av landet, 60 km väster om huvudstaden Mexico City. Cacalomacan ligger 2 772 meter över havet och antalet invånare är 10 723.
Terrängen runt Cacalomacan är kuperad söderut, men norrut är den platt. Runt Cacalomacan är det mycket tätbefolkat, med 2 103 invånare per kvadratkilometer. Närmaste större samhälle är Toluca, 6,8 km nordost om Cacalomacan. Runt Cacalomacan är det i huvudsak tätbebyggt.